# Viktor Braun (Schauspieler)
Viktor Braun (geboren am 21. Juli 1899 in Wien, Österreich-Ungarn; gestorben am 6. Dezember 1971 in Wien) war ein österreichischer Schauspieler und Hörspielsprecher.

## Leben
Viktor Braun hatte seine ersten Engagements als Schauspieler an den Theatern in Brüx, Innsbruck und  Aussig. Ab 1925 war er Burgschauspieler in Wien. 1926 hatte er eine Nebenrolle in dem Stummfilm Die Brandstifter Europas. Neben seiner Theaterkarriere machte er ab 1938 eine Filmkarriere in über 40 kleineren Rollen in Spielfilmen und Fernsehaufzeichnungen.
Braun wurde in der Zeit des Nationalsozialismus 1944 in die Gottbegnadeten-Liste der Schauspieler, die für die Filmproduktion benötigt werden, aufgenommen und war damit vom Kriegsdienst freigestellt.
Ab 1957 bis 1965 spielte er mit Unterbrechungen den Koch in der Salzburger Jedermann Inszenierung, die 1963 auch verfilmt wurde. Mit einem Auftritt in einer Episode der Fernsehserie Der alte Richter endete 1970 seine Filmkarriere.
Als Hörspielsprecher war er vorwiegend für den Österreichischen Rundfunk tätig. Hier konnte man ihn in zahlreichen kleinen und größeren Nebenrollen hören, aber auch in einigen Hauptrollen.

## Filmografie (Auswahl)
Stummfilme
- 1926: Die Brandstifter Europas
- 1927: Die Ehe einer Nacht
- 1927: Die Ehe einer Nacht. Die Laune einer mondänen Frau

im Nationalsozialismus
- 1938: Adresse unbekannt
- 1938: Konzert in Tirol
- 1939: Hotel Sacher
- 1939: Das Abenteuer geht weiter
- 1943: Reisebekanntschaft
- 1944: Die goldene Fessel
- 1941: So gefällst Du mir
- 1944: Schrammeln
- 1944/49: Wie ein Dieb in der Nacht

In der Republik Österreich
- 1949: Dr. Rosin
- 1950: Der Wallnerbub (Das Jahr des Herrn)
- 1950: Gruß und Kuß aus der Wachau
- 1950: Jetzt schlägt’s 13 (Es schlägt 13)
- 1951: Das unmögliche Mädchen (Fräulein Bimbi)
- 1951: Wiener Walzer
- 1952: Knall und Fall als Hochstapler
- 1953: Fräulein Casanova
- 1953: Pünktchen und Anton
- 1953: Der Verschwender
- 1953: Drei, von denen man spricht (Glück muß man haben)
- 1953: Hab’ ich nur deine Liebe
- 1954: Der Färber und sein Zwillingsbruder
- 1954: Und der Himmel lacht dazu (Bruder Martin)
- 1954: Maxie
- 1954: Mädchenjahre einer Königin
- 1955: Götz von Berlichingen
- 1955: Du bist die Richtige
- 1955: An der schönen blauen Donau
- 1955: Versuchung
- 1956: Gasparone
- 1956: Wilhelm Tell
- 1959: Brillanten aus Wien
- 1960: Meine Nichte tut das nicht
- 1960: Das weite Land
- 1960: Der brave Soldat Schwejk
- 1961: Jedermann
- 1961: Der Unbestechliche
- 1963: Der kriminalistische Herr Sebek
- 1963: Liliom
- 1964: Der Verschwender
- 1964: Wo bleibt die Moral?
- 1964: Die Abenteuer des Háry Janós
- 1965: Othello, der Mohr in Wien
- 1966: Ein Bruderzwist in Habsburg
- 1970: Der alte Richter: Die Versteigerung

## Hörspiele (Auswahl)
- 1955: Walter Oberer: Karl Kunz sucht Julia (Ein Mann) – Regie: Hanns Korngiebel (Hörspiel – RIAS)
- 1957: Johann Nestroy: Zu ebener Erde und erster Stock (Zuwag) – Regie: Erich Schwanda (Hörspielbearbeitung – ORF)
- 1958: Max Frisch: Santa Cruz (Doktor) – Regie: Herbert Fuchs (Hörspielbearbeitung – ORF)
- 1959: Hugo von Hofmannsthal: Der Turm (Andreas) – Regie: Ernst Lothar (Hörspielbearbeitung – ORF)
- 1960: Molière: Don Juan oder Der steinerne Gast (Ein Bettler) – Bearbeitung und Regie: Gert Westphal (Hörspielbearbeitung – SWF/SR DRS/ORF)
- 1960: Ferdinand Raimund: Auf Raimunds Zauberinsel (Lorenz (Der Bauer als Millionär)) – Regie: Günther Bungert (Hörspielbearbeitung – ORF/SWF)
  - Diamant des Geisterkönigs – Der Verschwender (Ausschnitt) – Der Bauer als Millionär (Ausschnitt) – Der Alpenkönig und der Menschenfeind (Ausschnitt)
- 1960: Johann Nestroy: Das Mädel aus der Vorstadt (Kauz, ein Spekulant) – Regie: Erich Schwanda (Hörspielbearbeitung – NDR/WDR/ORF)
- 1961: Ernst Johannsen: Brigadevermittlung (Der Unteroffizier der Station) – Regie: Alfred Hartner (Original-Hörspiel – ORF)
- 1962: Alfred Hartner: Richter Justus Veit (Schulrat Schmied) – Regie: Alfred Hartner (Hörspiel – ORF)
- 1962: Johann Nestroy: Häuptling Abendwind (Ho-Gü, Koch bei Häuptling Abendwind) – Regie: Kraft-Alexander zu Hohenlohe-Oehringen (Hörspielbearbeitung – ORF/NDR/BR)
- 1963: Richard Billinger: Stille Gäste (Paulus Rießner, ein Bäckermeister) – Regie: Erich Schwanda (Hörspiel – BR/SR DRS/ORF)
- 1964: Adalbert Stifter: Der Hagestolz (Christoph) – Regie: Hans Conrad Fischer (Hörspielbearbeitung – ORF/SFB/SR DRS/SR)
- 1964: Ödön von Horváth: Italienische Nacht (Stadtrat) – Bearbeitung und Regie: Curt Goetz-Pflug (Hörspielbearbeitung – SFB/ORF/SR)
- 1965: Rudolf Bayr: Ein heiliger Abend (Herr Wagner, ihr Mann) – Regie: Klaus Gmeiner (Hörspiel – ORF)
- 1966: Carlo Goldoni: Die neue Wohnung (Prosdocimo) – Regie: Alfred Hartner (Hörspielbearbeitung – ORF)
- 1966: Geno von Ohlischlaeger: Ehe der Monsun kam (Kapitän) – Regie: Erich Schwanda (Hörspiel – ORF)
- 1967: Hellmut Butterweck: Das Wunder von Wien – Regie: Heinz Hostnig (Hörspielbearbeitung – NDR/SR)
- 1968: Heinrich Böll: EIN TAG WIE SONST (Herr Becker) – Regie: Herbert Fuchs (Hörspiel – ORF)
- 1969: Johann Nestroy: Freiheit in Krähwinkel (Schabenfellner) – Bearbeitung und Regie: Ernst Wolfram Marboe (Hörspielbearbeitung – ORF)
- 1970: Josef Martin Bauer: Reise in die Steiermark (Wirt) – Regie: Friedrich Langer (Originalhörspiel – ORF)